# Тен-Вейнгарде
«В винограднике» (нидерл. Ten Wijngaerde) — бегинаж, расположенный в бельгийском городе Брюгге. После исчезновения бегинок с 1927 года бегинаж используется в качестве женского монастыря Ордена св. Бенедикта. С 1998 года включён в список Всемирного наследия ЮНЕСКО.
Эрик-Эммануэль Шмитт в книге «Женщина в зеркале» пишет про Деву из Брюгге, которая стала бегинкой в бегинаже Тен-Вейнгарде.